# Port lotniczy Arua
Port lotniczy Arua – port lotniczy zlokalizowany w ugandyjskim mieście Arua. Obsługuje połączenia krajowe i międzynarodowe.

## Linie lotnicze i połączenia
| Linia Lotnicza      | Kierunek          |
| ------------------- | ----------------- |
| Eagle Air (Uganda)  | 1. Entebbe 2. Yei |
| MAF Uganda          | 1. Kajjansi       |
| BAR Aviation Uganda | 1. Entebbe        |